# Uganda i olympiska sommarspelen 2008
Uganda i olympiska sommarspelen 2008 bestod av 12 idrottare som blivit uttagna av Ugandas olympiska kommitté.

## Badminton
- Huvudartikel: Badminton vid olympiska sommarspelen 2008
- Herrar

| Namn          | Gren   | 32-delsfinal | 16-delsfinal           | 8-delsfinal      | Kvartsfinal      | Semifinal        | Final            | Final            |                  |
| Namn          | Gren   | Resultat     | Resultat               | Resultat         | Resultat         | Resultat         | Resultat         | Plats            |                  |
| ------------- | ------ | ------------ | ---------------------- | ---------------- | ---------------- | ---------------- | ---------------- | ---------------- | ---------------- |
| Edwin Ekiring | Singel |              | Park (KOR) L 5-21 8-21 | Gick inte vidare | Gick inte vidare | Gick inte vidare | Gick inte vidare | Gick inte vidare | Gick inte vidare |

## Boxning
- Huvudartikel: Boxning vid olympiska sommarspelen 2008

| Tävlande      | Viktklass     | Sextondelsfinal      | Åttondelsfinal       | Kvartsfinal          | Semifinal            | Final                |
| Tävlande      | Viktklass     | Motståndare Resultat | Motståndare Resultat | Motståndare Resultat | Motståndare Resultat | Motståndare Resultat |
| ------------- | ------------- | -------------------- | -------------------- | -------------------- | -------------------- | -------------------- |
| Ronald Serugo | Lätt flugvikt | Serdamba (MGL) L 5-9 | Gick inte vidare     | Gick inte vidare     | Gick inte vidare     | Gick inte vidare     |

## Friidrott
- Huvudartikel: Friidrott vid olympiska sommarspelen 2008

Förkortningar
- Noteringar – Placeringarna avser endast löparens eget heat
- Q = Kvalificerad till nästa omgång
- q = Kvalificerade sig till nästa omgång som den snabbaste idrottaren eller, i fältgrenarna, via placering utan att uppnå kvalgränsen.
- NR = Nationellt rekord
- N/A = Omgången ingick inte i grenen
- Bye = Idrottaren behövde inte delta i denna omgång

Herrar
Bana och landsväg
| Idrottare                 | Gren           | Heat     | Heat      | Semifinal | Semifinal | Final            | Final            |
| Idrottare                 | Gren           | Resultat | Placering | Resultat  | Placering | Resultat         | Placering        |
| ------------------------- | -------------- | -------- | --------- | --------- | --------- | ---------------- | ---------------- |
| Abraham Chepkirwok        | 800 m          | 1:43.72  | 1 Q       | 1:49.16   | 7         | Gick inte vidare | Gick inte vidare |
| Benjamin Kiplagat         | 3 000 m hinder | 8:20.22  | 4 Q       | i.u.      | i.u.      | 8:20.27          | 9                |
| Moses Kipsiro             | 5 000 m        | 13:46.58 | 2 Q       | i.u.      | i.u.      | 13:10.56         | 4                |
| Geoffrey Kusuro           | 5 000 m        | 13:50.50 | 11        | i.u.      | i.u.      | Gick inte vidare | Gick inte vidare |
| Alex Malinga              | Maraton        | i.u.     | i.u.      | i.u.      | i.u.      | 2:18:26          | 31               |
| Boniface Kiprop Toroitich | 10 000 m       | i.u.     | i.u.      | i.u.      | i.u.      | 27:27.28         | 10               |

Damer
Bana & landsväg
| Idrottare       | Gren  | Heat     | Heat      | Semifinal        | Semifinal        | Final            | Final            |
| Idrottare       | Gren  | Resultat | Placering | Resultat         | Placering        | Resultat         | Placering        |
| --------------- | ----- | -------- | --------- | ---------------- | ---------------- | ---------------- | ---------------- |
| Justine Bayigga | 400 m | 54.15    | 7         | Gick inte vidare | Gick inte vidare | Gick inte vidare | Gick inte vidare |

## Simning
- Huvudartikel: Simning vid olympiska sommarspelen 2008

## Tyngdlyftning
- Huvudartikel: Tyngdlyftning vid olympiska sommarspelen 2008